# Roderich Moessner
Roderich Moessner ist ein deutscher Festkörperphysiker. Seit 2007 ist er Direktor am Max-Planck-Institut für Physik komplexer Systeme in Dresden und Wissenschaftliches Mitglied der Max-Planck-Gesellschaft.

## Leben
Moessner studierte Physik an der Universität Oxford, wo er auch in Theoretischer Physik promovierte. Von 1997 bis 1998 war er am New College in Oxford beschäftigt, zwischen 1998 und 2001 war er Postdoc an der Princeton University. Von 2001 bis 2006 forschte er am Laboratoire de Physique Théorique an der École normale supérieure, Paris, und am Centre national de la recherche scientifique. Bei seinem Studium war er Stipendiat der Studienstiftung des deutschen Volkes. Er war „Divisional Associate Editor“ der Physical Review Letters und bis Ende 2015 Mitglied im Vorstandsrat der Deutschen Physikalischen Gesellschaft (DPG). Seit 1. Mai 2020 gehört Moessner dem Vorstand der DPG an und ist dort für das Publikationswesen verantwortlich.
Seit 2008 ist er Honorarprofessor an der TU Dresden.

## Preise und Auszeichnungen (Auswahl)
- Fellow der American Physical Society (2015)
- Gottfried-Wilhelm-Leibniz-Preis 2013 der Deutschen Forschungsgemeinschaft (2013)
- Europhysics Prize der European Physical Society Condensed Matter Division (2012)